# Eve Best
Emily "Eve" Best, född 31 juli 1971 i London, är en brittisk skådespelare och regissör.
Hon är mest känd för rollen som doktor O'Hara i den amerikanska TV-serien Nurse Jackie och rektor Farah Dowling i Fate: The Winx Saga.
Best har också bland annat medverkat i filmen The King's Speech i rollen som Wallis Simpson, samt i andra TV-serier som exempelvis The Bill, Waking the Dead, Kommissarie Lynley och I mördarens spår. Hon medverkar även i HBO-serien House of the Dragon.